# За радянську академію
«За радянську академію» — багатотиражна газета, яку видавав місцевий комітет профспілки ВУАН (нині Національна академія наук України) від липня 1930 до початку 1934 у Києві. Виходила регулярно. Відповідальними редакторами були Б.Стабніченко, Ф.Давиденко, С.Ткачівський. Газета закликала проводити «чистки» серед працівників ВУАН, приділяти увагу критиці наукової продукції, заохочувала вчених до самокритики, пропагувала соціалістичне змагання та принцип плановості в роботі. Перебувала під впливом партійного осередку ВУАН. Друкувала статті та виступи переважно тих науковців, які були членами КП(б)У чи прорадянськи налаштованими. Висвітлювала поточні питання академії (обговорення статуту, святкування ювілеїв, проходження сесій).